# Francisco Conrradi
Francisco Conrradi (Hermoso Campo, Chaco, 20 de noviembre de 2003) es un basquetbolista argentino que juega en la posición de base para Independiente de Oliva de la Liga Nacional de Básquet de Argentina.

## Trayectoria
Formado en el club Sportivo Argentino de Hermoso Campo, en 2018 fue reclutado por Quimsa. Aunque tuvo oportunidades de actuar en la Liga Nacional de Básquet y en la Basketball Champions League Americas, se destacó jugando con el equipo de reserva en el Torneo Federal de Básquetbol y la Liga de Desarrollo.
En octubre de 2022 fue cedido a Montmartre, un equipo de La Liga Argentina. Al año siguiente retornó a la máxima categoría del básquetbol profesional argentino, siendo fichado por San Lorenzo. Luego de una temporada en la que se destacó jugando para los porteños como relevo del armador titular, fue traspasado a Oberá, también de la LNB.
En julio de 2025 fue contratado por el Independiente de Oliva.

## Selección nacional
Conrradi jugó el Campeonato Sudamericano de Baloncesto Sub-15 de 2018 y el Campeonato FIBA Américas Sub-16 de 2019.
En el invierno de 2024 fue convocado para integrar un seleccionado de jóvenes talentos argentinos que enfrentó en partidos amistosos a México y Uruguay.
Hizo su debut con la selección absoluta en noviembre de 2024, en un partido en que los argentinos enfrentaron a Venezuela por el clasificatorio a la FIBA AmeriCup de 2025.